# Aéroport Francisco de Orellana de Coca
L'aéroport Francisco de Orellana (code IATA : OCC • code OACI : SECO) est un aéroport desservant Puerto Francisco de Orellana (aussi connu comme Coca), une ville dans la province d'Orellana dans l'Équateur.

## Installations
L'aéroport se trouve à une altitude de 264 m. Il a une piste désignée 15/33 de longueur 2 060 m.

## Situation
| \| 100 km1:8 036 000 \|Seymour San Cristóbal Cuenca Esmeraldas Guayaquil Latacunga-Cotopaxi Manta Salinas Machala/Santa Rosa Tulcán Quito Coca Lago Agrio Loja Macas |
| 100 km1:8 036 000 |

## Compagnies aériennes et destinations
| Compagnies    | Destinations   |
| ------------- | -------------- |
| Aeroregional  | Quito-M. Sucre |
| LATAM Ecuador | Quito-M. Sucre |

Actualisé le 12/12/2023